# Машкова (потік)
Машкова (словац. Mašková) — річка в Словаччині; ліва притока Іпеля довжиною 25 км. Протікає в окрузі Лученець.
Витікає в масиві Оструожки на висоті 639 метрів. Протікає територією сіл Поліхно; Лупоч; Машкова; Єлшовец і Велька-над-Іплом.
Впадає в Іпель на висоті 165 метрів.